# Condado de McIntosh (Dakota do Norte)
O Condado de McIntosh é um dos 53 condados do Estado americano da Dakota do Norte. A sede do condado é Ashley, e sua maior cidade é Ashley. O condado possui uma área de 2 577 km² (dos quais 51 km² estão cobertos por água), uma população de 3 390 habitantes, e uma densidade populacional de 1,5 hab/km² (segundo o censo nacional de 2000).